# Domenico Balestrieri (poète)
Pour les articles homonymes, voir Domenico Balestrieri et Balestrieri.
Domenico Balestrieri est un poète italien, né à Milan le 16 avril 1714, mort le 11 mai 1780. Après des études brillantes il fut destiné par sa famille à la magistrature ; obligé de suivre cette carrière, il fut nommé, en 1746, chancelier de la Chambre Ducale de Milan. La plus grande partie de sa vie se passa à écrire des poésies. Il obtint un grand succès, surtout par ses morceaux écrits dans l'idiome populaire milanais.

## Œuvres
- Rime Milanesi ; Milan, 1744, in-4°. Édition de luxe tirée à un très-petit nombre d'exemplaires destinés aux membres de l'Académie des transformés, desquels faisait partie Balestrieri. Elle est dédiée au comte Giuseppe Maria Imbonati, le fondateur de la société.
- Il Figliuolo prodigo ; ibid., 1748, in-8°.
- La Gerusalemme liberata travestita in lingua milanese ; ibid., 1772, 4 vol. in-8°.